# Rhett Reese
Rhett Reese (Brockton, 10 ottobre 1975) è uno sceneggiatore statunitense.

## Filmografia

### Sceneggiatore
- Clifford e i suoi amici acrobati (Clifford's Really Big Movie), regia di Robert C. Ramirez (2004)
- Cruel Intentions 3 - Il fascino della terza volta, regia di Scott Ziehl (2004)
- Benvenuti a Zombieland, regia di Ruben Fleischer (2009)
- G.I. Joe - La vendetta, regia di Jon M. Chu (2013)
- Deadpool, regia di Tim Miller (2016)
- Life - Non oltrepassare il limite, regia di Daniel Espinosa (2017)
- Deadpool 2, regia di David Leitch (2018)
- Zombieland - Doppio colpo (Zombieland: Double Tap), regia di Ruben Fleischer (2019)
- 6 Underground, regia di Michael Bay (2019)
- Spiderhead, regia di Joseph Kosinski (2022)
- Ghosted, regia di Dexter Fletcher (2023)
- Twisted Metal – serie TV (2023)
- Deadpool & Wolverine, regia di Shawn Levy (2024)

### Produttore
- The Continental: Dal mondo di John Wick (The Continental: From the World of John Wick) - miniserie TV (2023)
- Twisted Metal – serie TV (2023)